# دار النجد (ردفان)

تعديل مصدري - تعديل

دار النجد هي إحدى قرى عزلة الحبيلين بمديرية ردفان التابعة لمحافظة لحج، بلغ تعداد سكانها 98 نسمة حسب تعداد اليمن لعام 2004.